# Hobucken
Hobucken est une census-designated place située dans le comté de Pamlico, dans l’État de Caroline du Nord, aux États-Unis. Lors du recensement de 2020, elle comptait 99 habitants.